# Nikolaj Aleksejevič Severcov
Nikolaj Aleksejevič Severcov (rusko Николай Алексеевич Северцов), ruski raziskovalec in prirodoslovec, * 5. november 1827, Petrovskoje, Bobrovski ujezd, Voroneški guvernat, Ruski imperij, † 7. februar 1885, Bobrovski ujezd.
Znan je kot eden pomembnejših zgodnjih ekologov, ki je deloval v času preden je Ernst Haeckel uvedel pojem »ekologija« in opravil obsežne pionirske študije geografske razširjenosti živalstva Srednje Azije. Za zbiranje opazovanj in gradiva se je udeležil več odprav v ta del imperija, ki je bil takrat še povsem neraziskan.

## Življenje in delo
Rodil se je v ugledni družini upokojenega oficirja Alekseja Petroviča in se najprej šolal doma, nato pa šel študirat naravoslovje na takratni drugi oddelek Filozofske fakultete Univerze v Moskvi. Tam je prišel pod okrilje mentorja Karla Roulieja, enega od pomembnih predhodnikov sodobne ekologije. Diplomiral je leta 1855 s študijo favne svoje province (danes Voroneška oblast v Rusiji), dve leti kasneje pa se je udeležil znanstvene odprave v kirgiške stepe v spodnjem toku Sir Darje. Zbral je veliko količino zoogeografskih in geoloških podatkov, saj je njegovo pozornost pritegnila kolonizacija kopnega, ki ga je razkrilo umikajoče se Kaspijsko jezero, so ga pa med odpravo skoraj ubili Kokandi. V njihovem ujetnišvu v Turkestanu je preživel ves mesec preden je bil izpuščen.
Po tistem je odpotoval v zahodno Evropo, po vrnitvi pa je leta 1860 kot član komiteja za ustanovitev vojske uralskih kozakov prispeval k regulaciji ribiške industrije ter opravljal ihtiološke raziskave. Ponujen mu je bil položaj profesorja, a se je namesto tega leta 1864 raje pridružil vojaški odpravi generala Černjajeva proti Kokandom in sodeloval pri kartiranju okoliškega ozemlja. Med pohodi med rekama Sir Darjo in Ču, po pogorju Tjanšan ter ob jezeru Isik Kul je znova zbral veliko količino zooloških in geoloških vzorcev. Te je nato obdeloval v letih 1869—1873 in izsledke objavil v monografiji Вертикальное и горизонтальное распространение туркестанских животных (Vertikalna in horizontalna porazdelitev živali Turkestana, 1871), popotniške zapiske pa v delu Вертикальное и горизонтальное распространение туркестанских животных (Popotovanje po ozemlju Turkestana in raziskave gorovja Tjanšan, 1873). V letih 1877–1878 se je udeležil še fergano-pamirske znanstvene odprave in leta 1879 na lastne stroške izvedel še nekaj manjših odprav v Semirečensko oblast ter v zahodno Sibirijo, nato pa je preostanek življenja preživel med Moskvo in svojo posestvijo v Voroneški oblasti, kjer je obdeloval svoje zbirke.
Izsledke je objavil v več člankih, med njimi o živalstvu Pamirja, o starodavnih migracijah v Pamir in o selitvenih poteh ptic skozi Turkestan. Pripravil je tudi monografijo o orlih in svoje zadnje delo o geografski razširjenosti ptic Palearktike, ki pa je ostalo v rokopisu. S svojim delom o variabilnosti vrst ptic je pritegnil pozornost Charlesa Darwina in kasneje postal eden prvih pomembnejših podpornikov Darwinove teorije evolucije v Evropi.
V začetku leta 1885 se je s kočijo peljal po zamrznjenem bregu reke Ikorc (pritok Dona), ko je popustil votel led pod težo. Severcov je v razbitinah poskusil poiskati svojo aktovko, a se je zgrudil in nekaj minut kasneje umrl za možgansko krvavitvijo.
Tudi njegov sin, Aleksej Nikolajevič Severcov (1866–1936), je postal zoolog.

## Priznanja
Univerza v Moskvi je Severcova počastila z nazivom častnega doktorja, prejel pa je tudi veliko zlato medaljo mednarodnega geografskega kongresa v Parizu za svoja geografska odkritja.